# Frank Kalshoven
Frank Kalshoven (1965) is een Nederlandse econoom, ondernemer en columnist.
Frank Kalshoven studeerde economie en rechten aan de Universiteit van Amsterdam, en promoveerde uiteindelijk in 1993 in de economie. Vervolgens werkte hij bij Elsevier, waarna hij overstapte naar de Volkskrant, alwaar hij sinds 1996 een vaste column heeft, getiteld ‘Het Spel en de Knikkers’. Ook was hij adjunct-hoofdredacteur. In 2004 wordt hem gevraagd een zondagskrant te ontwikkelen voor PCM uitgevers. Als die krant er uiteindelijk niet komt neemt Kalshoven eind 2005 het besluit zelfstandig te worden. Samen met filosoof en psycholoog Kees Kraaijeveld richt hij De Argumentenfabriek op. 

## Publicaties
- 1990. Saks over Marx en de Marx-kritiek: een theoretisch, stilistisch en polemisch hoogtepunt in de geschiedenis van de politieke economie in Nederland.
- 1993. Over marxistische economie in Nederland, 1883-1939. Amsterdam: Thesis Publishers.
- 2001. Het spel & de knikkers: over de politieke economie van Paars. Amsterdam: de Volkskrant.
- 2002. Meesters van de welvaart: top economen over Nederland. Met Harry van Dalen. Amsterdam: Balans.
- 2014. Groeiland: helder denken over economische bloei in Nederland. Amsterdam: De Argumentenfabriek.